# Lophuromys sabunii
Lophuromys sabunii — вид родини мишеві.

## Морфологія

### Опис
Його можна відрізнити від інших членів групи flavopunctatus в Танзанії (у тому числі L machangui з сусідньої гори рунгве), по багатофакторному аналізу черепних ознак.

### Морфометрія
Вага 38—87 (в середньому 52) мм, довжина голови й тіла 112—145 (127.7) мм, довжина хвоста 30—80 (72.7) мм, довжина задньої ступні 20—23 (21.7) мм, довжина вух 12.2—19.5 (16.9) мм.

## Поширення
Це єдиний вид Lophuromys, що живе на плато Уфіпа, на південному заході Танзанії. Вид був записаний в різних узліссях і сільськогосподарському середовищі проживання на 1750 м.